# Sinjapyx
Sinjapyx es un género de Diplura en la familia Japygidae.

## Especies
- Sinjapyx cupellii (Silvestri, 1928)
- Sinjapyx davidoffi Silvestri, 1948
- Sinjapyx denisi Silvestri, 1948
- Sinjapyx modicus Silvestri, 1948